# Гамогма-Кодори
Гамогма-Кодори (груз. გამოღმა კოდორი) — село в Грузии, на территории Абашского муниципалитета края (мхаре) Самегрело-Верхняя Сванетия.

## География
Село находится в западной части Грузии, на правом берегу реки Риони, вблизи места впадения в неё реки Ногелы, на расстоянии приблизительно 2 километров (по прямой) к юго-юго-западу от города Абаша, административного центра муниципалитета. Абсолютная высота — 17 метров над уровнем моря.

## Население
По результатам официальной переписи населения 2014 года в Гамогма-Кодори проживало 379 человек (195 мужчин и 184 женщины). В национальном составе грузины составляли 99,2 %.
| Год  | Население, человек |
| ---- | ------------------ |
| 2002 | 481                |
| 2014 | ↘ 379              |